# Cmentarz Olszański w Pradze
Cmentarz Olszański w Pradze (cz. Olšanské hřbitovy) – największy cmentarz Pragi (zespół połączonych cmentarzy) o powierzchni 50,17 ha. Ocenia się, że od powstania pierwszego cmentarza w 1679 r. spoczęło na nim około 2 mln osób. 

## Historia
Nazwa Cmentarzy Olszańskich pochodzi od Olszan stanowiących część dzielnicy Žižkov. Pierwszy cmentarz tzw. (I cmentarz) powstał w pod koniec 1679, zajmował 1131 sążni i pochowano na nim ofiary epidemii dżumy. Konsekracja miała miejsce 29 stycznia 1680, dokonał jej proboszcz parafii św. Marcina Jan Wacław Ołomucki. Dwa lata później obok cmentarza wybudowano kościół św. Rocha, który jest patronem chroniącym od zarazy. Cmentarz epidemiczny przetrwał do 1860, kiedy został splantowany. Głównym miejscem pochówków mieszkańców Starego i Nowego Miasta Olszany zostały w 1786, gdy zgodnie z reformami józefińskimi zakazano pochówków na terenach przykościelnych wśród zabudowy miejskiej. Konsekracji drugiego cmentarza tzw. (II cmentarz) dokonał 16 września 1786 biskup Erazm Krieger, zajmował 3 morgi i 480 sążni. Istniał on również do 1860 i został splanowany razem z cmentarzem epidemicznym. Trzeci cmentarz (III cmentarz) zlokalizowano w 1835 na południe od drugiego, zajmował 3 morgi i 135 sążni. Konsekracja odbyła się 9 czerwca 1839, dokonał jej biskup praski Wilhelm Tippmann. Kolejna nekropolia (IV cmentarz) została konsekrowana już po dwóch latach, 10 lutego 1841 poświęcono 5 mórg i 323 sążnie. Piąty cmentarz (V cmentarz) został poświęcony 6 lipca 1862 przez księdza kanonika Frantiska Plouzara, zajmował obszar 6 mórg i 699 sążni. Szósta i siódma nekropolia (VI i VII cmentarz) zajęły teren o powierzchni 8 mórg i 817 sążni, konsekrowano je 28 lutego 1886. Kolejne dwa cmentarze (VIII i IX cmentarz) zajęły 6 mórg i 1506 sążni i konsekrowano je 27 stycznia 1889. W 1896 założono na obszarze 7 mórg i 852 sążni pierwszy cmentarz bezwyznaniowy o charakterze komunalnym (I cmentarz komunalny), pomiędzy 1900 a 1906 przeniesiono na niego szczątki zmarłych pochowanych wcześniej na likwidowanym cmentarzu ewangelickim na Karlinie. W 1910 otworzono na pochówki dziesiąty cmentarz wyznaniowy (X cmentarz), zaś w 1917 wykupiono tereny położone na terenie Starych Strasznic i założono tam II cmentarz komunalny. 
Na wschód od przeprowadzonej przez teren cmentarzy ulicy Jana Želivského znajduje się cmentarz wojskowy, gdzie spoczywają żołnierze z Korpusu Czechosłowackiego, Rosjanie polegli podczas I wojny światowej, Czesi polegli podczas bitwy pod Dreznem w 1813, w Powstaniu praskim, żołnierzy Wspólnoty Narodów. W oddzielnej kwaterze spoczywają żołnierze Armii Czerwonej polegli na terenie Czech podczas II wojny światowej. Na IX cmentarz w 1905 przeniesiono groby z likwidowanego cmentarza wojennego ma Karlinie.
Od południa do cmentarza wojskowego znajduje się cmentarz prawosławny, a na nim cerkiew Zaśnięcia Matki Bożej (Chrám Zesnutí přesvaté Bohorodice) .
W skład kompleksu nekropolii wchodzi również Nowy Cmentarz Żydowski z synagogą.        
Cmentarz liczy około 25 tys. grobowców, 200 kaplic cmentarnych, 65 tys. grobów oraz 20 tys. urn, 6 kolumbariów i dwa miejsca rozsiewu prochów. Ogółem na terenie Cmentarzy Olszańskich spoczęło ok. 2 milionów zmarłych.

## Niektóre osoby pochowane na cmentarzu
- Mikołaj Bibikow – prezydent Warszawy w latach 1892–1906.
- Jan Palach – student, dokonał aktu samospalenia w proteście przeciw zajęciu Czechosłowacji przez wojska UW.
- Miroslav Tyrš – profesor, krytyk i historyk sztuki, założyciel międzynarodowej organizacji Sokół.
- Josef Jungmann – czeski pisarz i filolog.
- Vilém Kurz Starszy – pionier czeskiej turystyki.
- Jan Werich – aktor i reżyser.
- Vladimír Menšík – aktor.
- Jiří Voskovec – aktor i twórca.
- Karel Kramář – pierwszy premier Republiki Czechosłowackiej (pochowany w cerkwi Zaśnięcia Matki Bożej).
- Radola Gajda – czechosłowacki generał.
- Vasil Zacharka – prezydent Białoruskiej Republiki Ludowej na emigracji.
- František Ladislav Čelakovský – poeta, krytyk i tłumacz.
- Václav Kliment Klicpera – pisarz i dramaturg.
- Jan Mikolášek –  zielarz i uzdrowiciel.
- Ota Pavel – dziennikarz, pisarz.
- Jan Podlipný – prawnik i polityk, burmistrz Pragi
- Čeněk Gregor – architekt i polityk, burmistrz Pragi
- Alois Bohdan Brixius – pisarz, dziennikarz i podróżnik

## Galeria

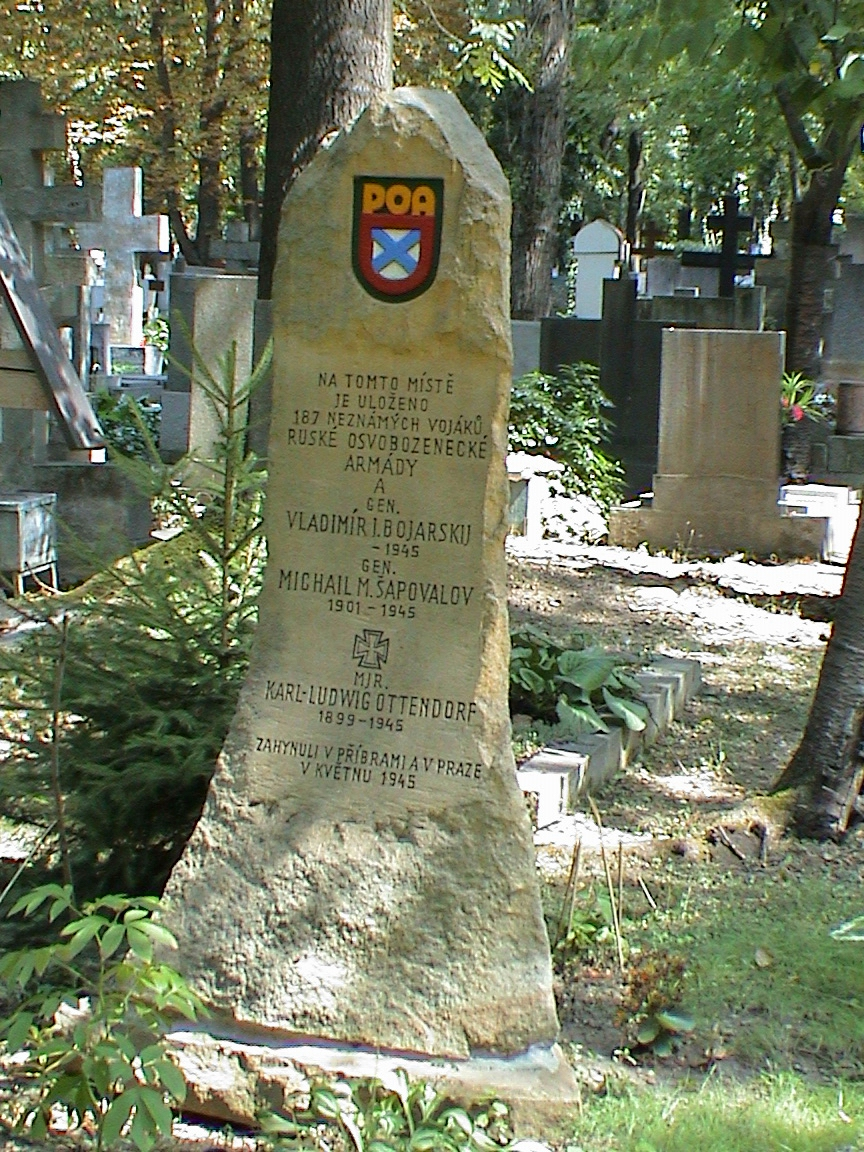
Nagrobek żołnierzy ROA
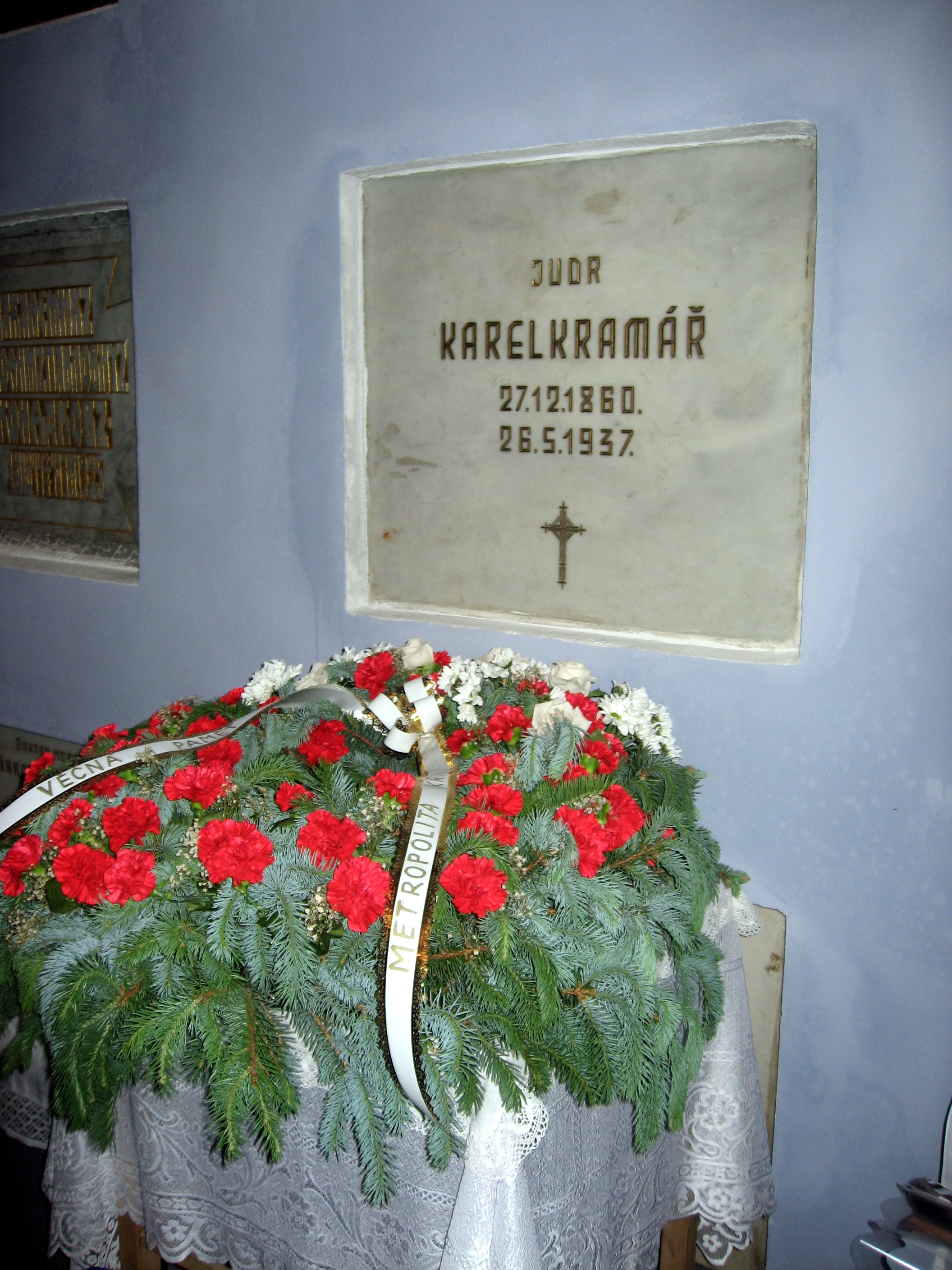
Grób Karela Kramarza
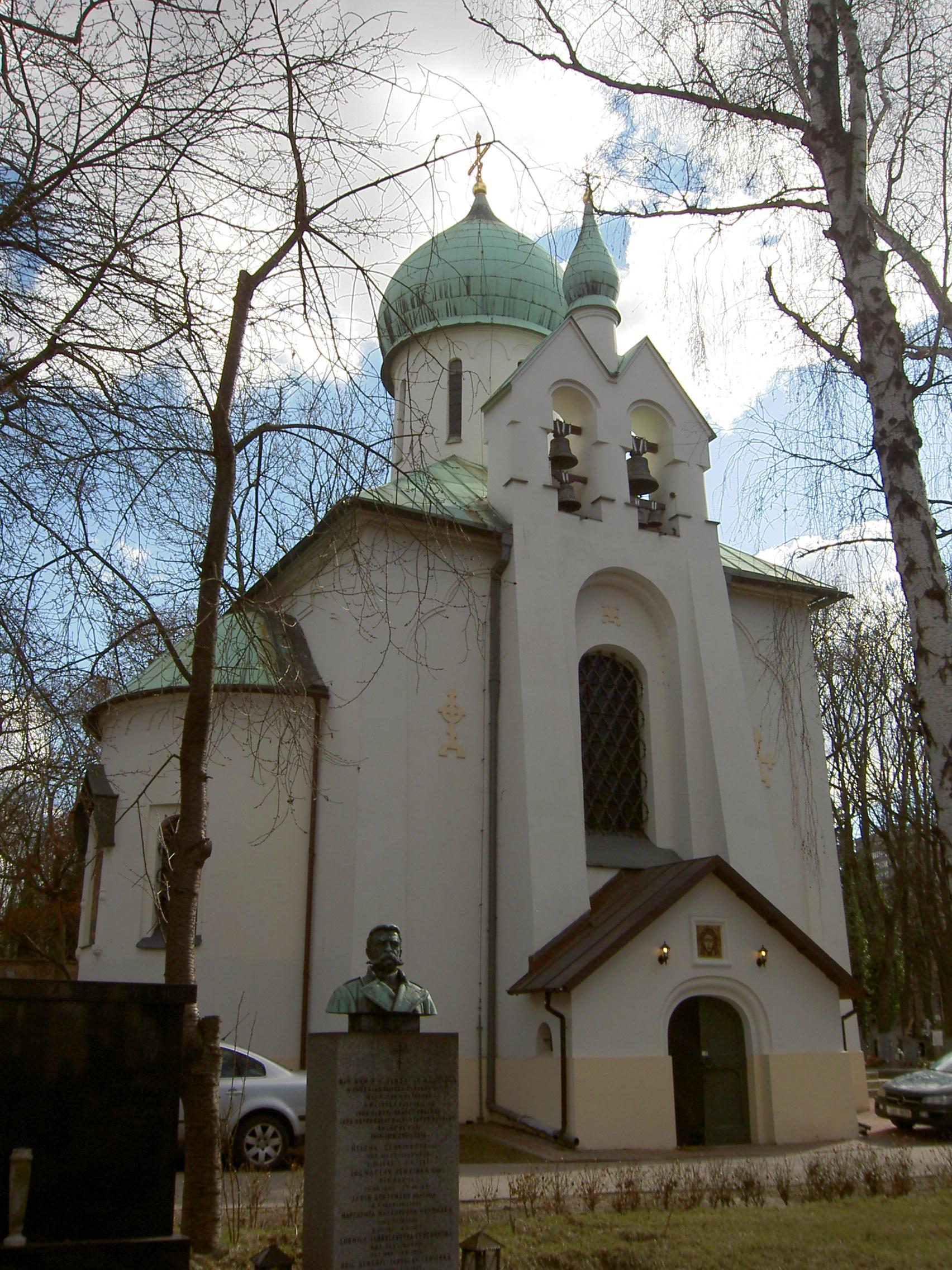
Cerkiew Zaśnięcia Bogurodzicy (Uspenskij chrám)
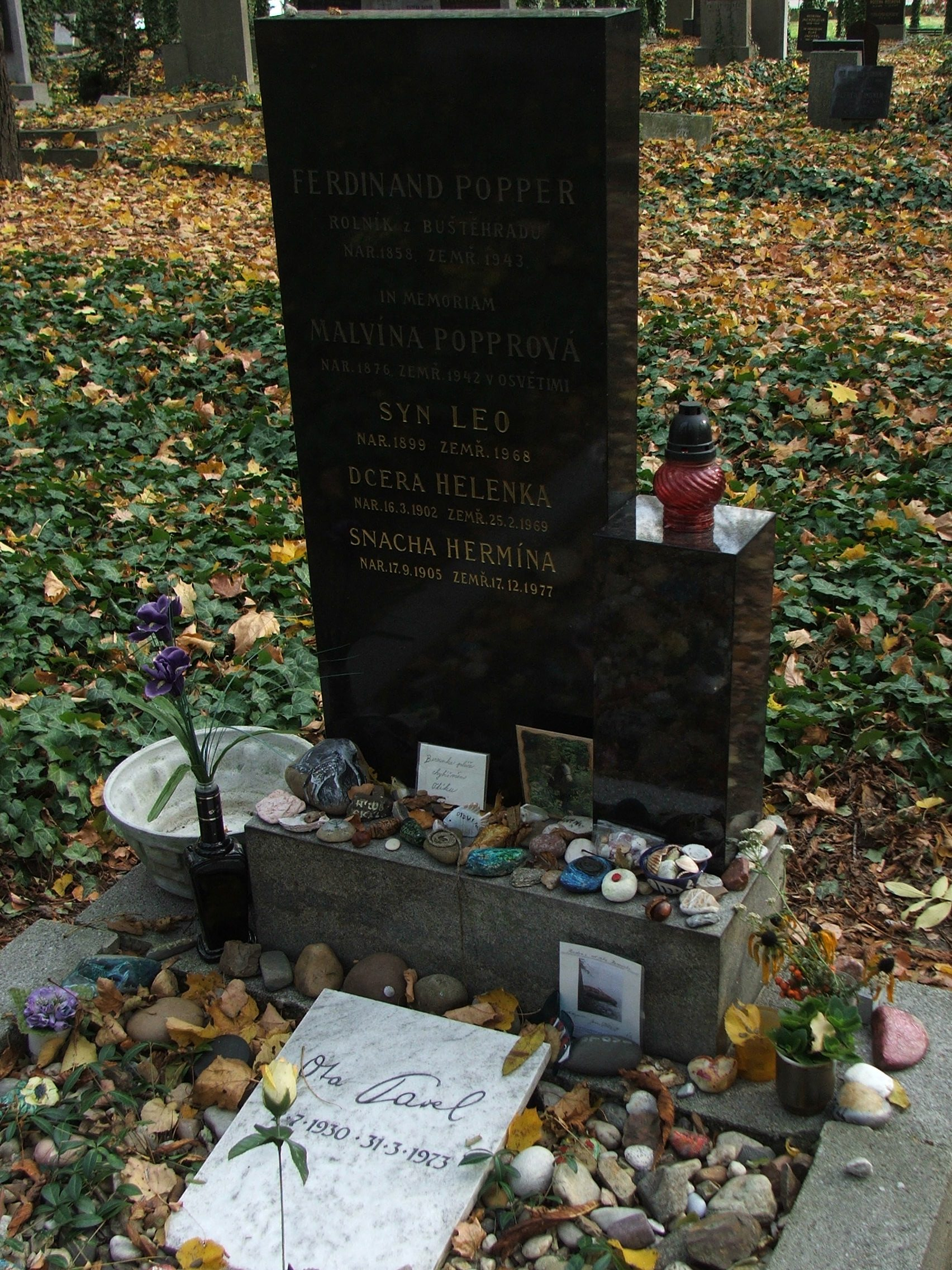
Nagrobek Oty Pavla
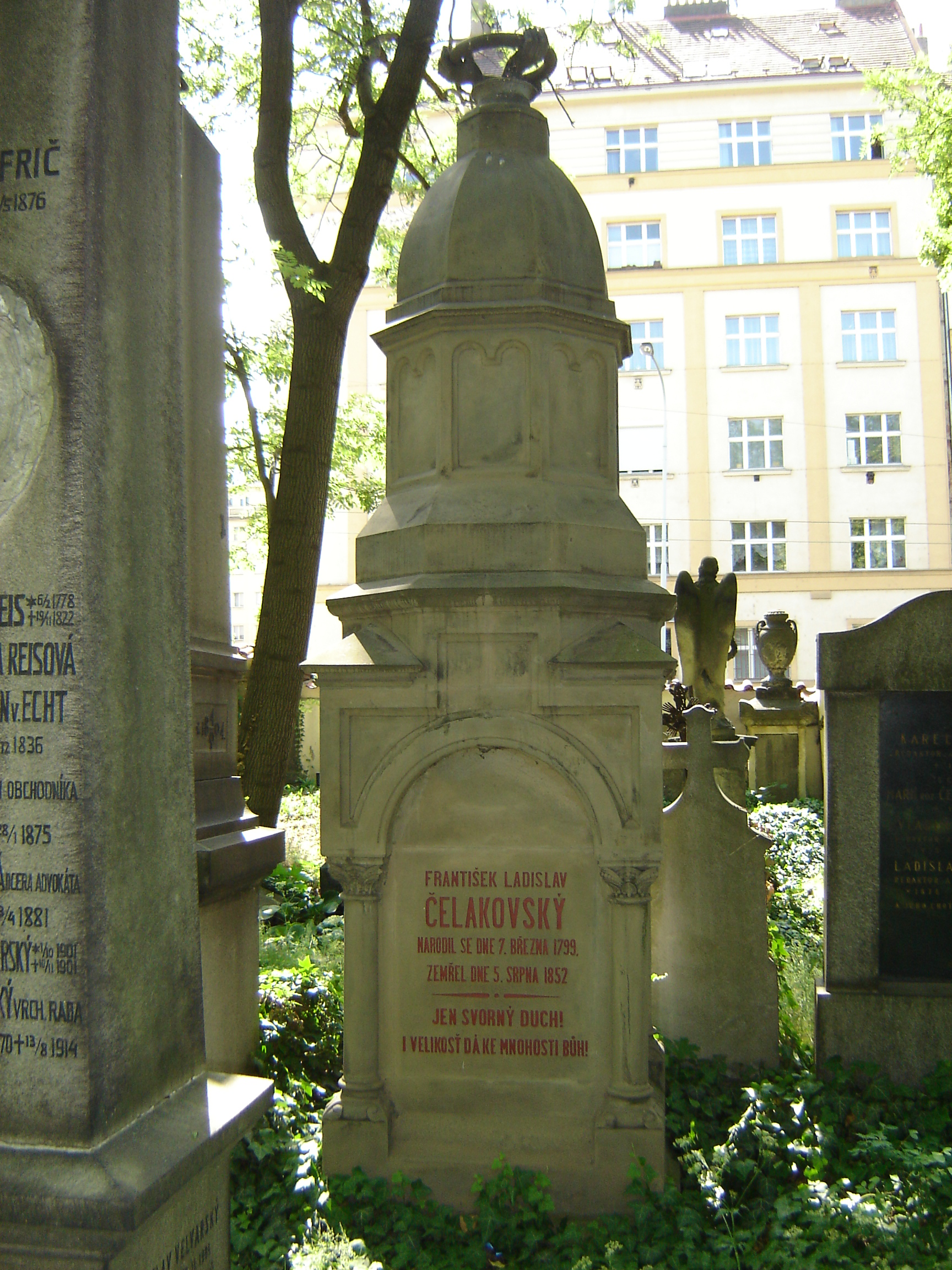
Grób Františka Čelakovskiego